# Grockstädt
Grockstädt is een plaats en voormalige gemeente in de Duitse deelstaat Saksen-Anhalt, en maakt deel uit van de Landkreis Saalekreis.
Grockstädt telt 518 inwoners (incl. Kleineichstädt en Spielberg).

## Geschiedenis
Op 1 januari 2004 is de toenmalige zelfstandige gemeente Grockstädt geannexeerd door de eenheidsgemeente Querfurt.